# Alcolea de Calatrava
Alcolea de Calatrava es un municipio español de la provincia de Ciudad Real, en la comunidad autónoma de Castilla-La Mancha. Tiene una área de 70,79 km² con una población de 1370 habitantes (INE 2022) y una densidad de 21,37 hab/km².

## Geografía
Integrado en la comarca de Campo de Calatrava, se sitúa a 21 kilómetros de la capital provincial. El término municipal está atravesado por la carretera nacional N-430, entre los pK 285 y 291, por la carretera autonómica CM-4109, que conecta con Picón, y por carreteras locales que permiten la comunicación con Los Pozuelos de Calatrava y Corral de Calatrava. 
Alcolea se localiza en la subzona occidental del Campo de Calatrava, entre el valle de Alcudia y los Montes de Toledo. El territorio se sitúa a la orilla derecha del Guadiana. El pueblo está ubicado en una planicie rodeada de pequeñas sierras en las que existen lagunas, resultado de la gran actividad volcánica sufrida hace millones de años, destacando la laguna de La Camacha y la laguna del Bú. La altitud del municipio oscila entre los 840 metros al oeste (Hoya Redonda) y los 590 metros a orillas de un arroyo al este. El pueblo se alza a 653 metros sobre el nivel del mar. 
| Noroeste: Piedrabuena                          | Norte: Picón             | Noreste: Ciudad Real |
| Oeste: Piedrabuena y Los Pozuelos de Calatrava |                          | Este: Ciudad Real    |
| Suroeste: Los Pozuelos de Calatrava            | Sur: Corral de Calatrava | Sureste: Poblete     |

## Demografía
Alcolea de Calatrava cuenta con una población de 1361 habitantes (INE 2024).
| Gráfica de evolución demográfica de Alcolea de Calatrava entre 1842 y 2021                                                                                                  |
| |
| Población de derecho según los censos de población del INE Población de hecho según los censos de población del INEEn estos censos se denominaba Alcolea: 1842, 1857 y 1860 |

## Administración y política

### Listado de alcaldes desde 1979
| Nombre                  | Lista     | Fecha de posesión   | Fecha de baja       |
| ----------------------- | --------- | ------------------- | ------------------- |
| Cándido Carretero Ocaña | UCD       | 19 de abril de 1979 | 23 de mayo de 1983  |
| Ángel Caballero Serrano | PSCM-PSOE | 23 de mayo de 1983  | 30 de junio de 1987 |
| Ángel Caballero Serrano | PSCM-PSOE | 30 de junio de 1987 | 15 de junio de 1991 |
| Ángel Caballero Serrano | PSCM-PSOE | 15 de junio de 1991 | 17 de junio de 1995 |
| Ángel Caballero Serrano | PSCM-PSOE | 17 de junio de 1995 | 3 de julio de 1999  |
| Ángel Caballero Serrano | PSCM-PSOE | 3 de julio de 1999  | 14 de junio de 2003 |
| Ángel Caballero Serrano | PSCM-PSOE | 14 de junio de 2003 | 16 de junio de 2007 |
| Ángel Caballero Serrano | PSCM-PSOE | 16 de junio de 2007 | 11 de junio de 2011 |
| Ángel Caballero Serrano | PSCM-PSOE | 11 de junio de 2011 | 13 de junio de 2015 |
| Ángel Caballero Serrano | PSCM-PSOE | 13 de junio de 2015 | 15 de junio de 2019 |
| Eduardo Plaza Adámez    | PSCM-PSOE | 15 de junio de 2019 | 17 de junio de 2023 |

### Composición del ayuntamiento por legislatura
1979-1983
| Lista         | N.⁰ de concejales |
| ------------- | ----------------- |
| UCD           | 3                 |
| PCE           | 3                 |
| Independiente | 2                 |
| PSCM-PSOE     | 1                 |
| Total         | 9                 |

1983-1987
| Lista     | N.⁰ de concejales |
| --------- | ----------------- |
| PSCM-PSOE | 5                 |
| AP/PDP/UL | 4                 |
| Total     | 9                 |

1987-1991
| Lista     | N.⁰ de concejales |
| --------- | ----------------- |
| PSCM-PSOE | 6                 |
| AP        | 3                 |
| Total     | 9                 |

1991-1995
| Lista     | N.⁰ de concejales |
| --------- | ----------------- |
| PSCM-PSOE | 6                 |
| PP-CLM    | 3                 |
| Total     | 9                 |

1995-1999
| Lista     | N.⁰ de concejales |
| --------- | ----------------- |
| PSCM-PSOE | 5                 |
| PP-CLM    | 3                 |
| IU-CLM    | 1                 |
| Total     | 9                 |

1999-2003
| Lista     | N.⁰ de concejales |
| --------- | ----------------- |
| PSCM-PSOE | 6                 |
| PP-CLM    | 3                 |
| Total     | 9                 |

2003-2007
| Lista     | N.⁰ de concejales |
| --------- | ----------------- |
| PSCM-PSOE | 5                 |
| PP-CLM    | 4                 |
| Total     | 9                 |

2007-2011
| Lista     | N.⁰ de concejales |
| --------- | ----------------- |
| PSCM-PSOE | 5                 |
| PP-CLM    | 4                 |
| Total     | 9                 |

2011-2015
| Lista     | N.⁰ de concejales |
| --------- | ----------------- |
| PSCM-PSOE | 5                 |
| PP-CLM    | 3                 |
| DJA       | 1                 |
| Total     | 9                 |

2015-2019
| Lista     | N.⁰ de concejales |
| --------- | ----------------- |
| PSCM-PSOE | 5                 |
| PP-CLM    | 4                 |
| Total     | 9                 |

2019-2023
| Lista     | N.⁰ de concejales |
| --------- | ----------------- |
| PSCM-PSOE | 6                 |
| PP-CLM    | 3                 |
| Total     | 9                 |

## Patrimonio
- Lagunas y cráteres volcánicos:
  - Volcán de Peñarroya, de 812 metros de altitud y declarado Monumento Natural por la Junta de Comunidades de Castilla-La Mancha según Decreto 176/2000 de 05-12-2000.
  - El cráter de Zahurdones, muy desdibujado por la actividad erosiva.
  - El volcán del cerro de la Cruz, que tiene un curioso cráter ocasionado por la extracción artificial de lava, datado en 4,8 millones de años.
  - La laguna de las Peñas del Bú.
  - La caldera volcánica de Las Higueruelas.
  - La laguna de Alcolea, también conocida como de “Las Maestras”.
- Yacimiento de Las Higueruelas (enterrado, no visitable): En la finca particular Las Higueruelas se encuentra un yacimiento paleontológico datado en el Plioceno Superior y formado en el antiguo lago que ocupaba la caldera de las Higueruelas. Fue descubierto en 1935 por el propietario de la finca, Casimiro Plaza, el cual se puso en contacto con el profesor marianista y arqueólogo Fidel Fuidio. En el año 1970 se descubrieron nuevos restos del mastodonte Anancus avernensis por el entonces propietario, Santiago Plaza Coello, el cual contactó con el paleontólogo Emiliano Aguirre. En las campañas de excavación de 1971, 1990 y posteriores se han identificado restos de mastodontes, guepardos, rinocerontes, gacelas, cérvidos y tortugas gigantes. Parte de estas piezas están expuestas en el Museo de Ciudad Real, además de un diorama de tamaño natural que reconstruye el paisaje de la época.

## Fiestas
Fiestas a Santa Escolástica: Tienen lugar el día 10 de febrero. Según las Relaciones Topográficas de Felipe II de España ya en 1575 se celebraba esta fiesta, que se instituyó con motivo de una plaga de langosta que asoló esta zona. 
Actualmente, entre las actividades de estas fiestas se cuenta una diana a cargo de la banda municipal, la misa en honor a la patrona, la procesión (donde se procede al tradicional reparto de las caridades de Santa Escolástica), la quema de fuegos artificiales en la plaza, bailes populares y juegos para todas las edades. Entre las distintas actividades culturales que se llevan a cabo, destaca la celebración a nivel nacional del Certamen de Poesía "Angel Crespo", convocado por el Ayuntamiento cada dos años con el objetivo de rendir homenaje a nuestro poeta más ilustre. 
Fiesta a San Roque: Es el otro patrón de Alcolea, cuya festividad se celebra el día 16 de agosto. Las fiestas en honor a San Roque duran varios días, durante los que tienen lugar diferentes actos culturales, de ocio y tiempo libre entre los que destacan una caldereta popular, la Fiesta del agua, y la organización de una actividad de carácter extraordinario que propicia la participación directa de todos los alcoleanos. El día 16 se celebran los actos religiosos más importantes: la misa y la procesión en honor al patrón.el día 13 de diciembre se celebra santa lucía, por la tarde-noche se encienden decenas de hogueras que se ven a km de distancia
Fiestas a San Isidro Labrador: 15 de mayo, ese día por la mañana se celebra una misa en honor a San Isidro (patrón de los labradores) y a continuación se lleva al santo en procesión desde la iglesia a la ermita de la Santa Cruz. Posteriormente, los vecinos se desplazan hasta el Quinto de Enmedio para festejar la romería.